# P-431
La carretera P-431 es una carretera de la Red de Carreteras de la Junta de Castilla y León la cual comunica Frómista con Astudillo. Anteriormente formaba parte de la carretera comarcal  C-110  que comunicaba Hortigüela con Carrión de los Condes. Tiene una longitud de 15 kilómetros, y coincide con el trazado del Camino de Santiago.

## Recorrido
La carretera P-431 empieza en el cruce con la N-611 en Frómista. Antes de salir del municipio cruza con la P-434 que va a Lantadilla. Fuera del término municipal y habiendo pasado el Canal de Castilla sale la carretera P-430 que va a Támara de Campos y  Valdespina. A la altura del kilómetro 3 sale la P-403 que va a Boadilla del Camino y a Mota de Judíos. A la altura del kilómetro 5 llega a Santoyo, donde vierte la PP-4302 que va a Támara de Campos y Piña de Campos. El resto de su recorrido es llano y finaliza en una rotonda a las afueras de Astudillo, donde se puede tomar la PP-4311 a Lantadilla y Osorno y la P-405 hacia Palencia o Castrojeriz.
- Datos: Q111721712